# Glochidion dumicola
Glochidion dumicola är en emblikaväxtart som beskrevs av Airy Shaw. Glochidion dumicola ingår i släktet Glochidion och familjen emblikaväxter. Inga underarter finns listade i Catalogue of Life.